# Port lotniczy Culiacán
Port lotniczy Culiacán (IATA: CUL, ICAO: MMCL) – międzynarodowy port lotniczy położony w Culiacán, w stanie Sinaloa, w Meksyku.